# Bronski Beat
A Bronski Beat brit szintipop/ hi-NRG/new wave trió volt, amely 1983-ban alakult Londonban. Legismertebb daluk a Smalltown Boy. Az együttes tagjai nyíltan homoszexuálisak voltak; szövegeik is leginkább a homoszexualitásról szóltak. Az eredeti felállás a következő volt: Jimmy Somerville - ének, Steve Bronski (születési nevén Steven William Forrest) - billentyűk, ütős hangszerek és Larry Steinbachek - billentyűk, ének.
Somerville 1985-ben kilépett az együttesből, helyére John Foster került. A Bronski Beat második lemeze után ő is kilépett. Ezután több énekesük is volt, majd 1995-ben feloszlottak.
Steve Bronski 2016-ban újraalapította az együttest, Ian Donaldsonnal együtt rögzített új lemezeket. Steinbachek ebben az évben elhunyt 56 éves korában, 2021-ben pedig Bronski is meghalt, 61 éves korában.

## Tagok
- Ian Donaldson – billentyűk, szintetizátor, programozás (1994–1995, 2016–2018)
- Stephen Granville – ének (2016–2018)

### Korábbi tagok
- Steve Bronski – billentyűk, szintetizátor, programozás, ütős hangszerek, akusztikus gitár, ének (1983–1995, 2016–2018; 2021-ben elhunyt)
- Jimmy Somerville – ének (1983–1985, 1987)
- Larry Steinbachek – billentyűk, szintetizátor, ütős hangszerek (1983–1995; 2016-ban meghalt)
- Richard Coles - szaxofon, klarinét (1983–1984, 1985)
- John Foster – ének (1985–1987, 1994–1995)
- Jonathan Hellyer – ének (1989–1994, 1995)
- Manoush – ének (2017)

## Diszkográfia
- 1984: The Age of Consent
- 1986: Truthdare Doubledare
- 1987:  Out & About
- 1995: Rainbow Nation
- 2017: The Age of Reason